# Rimula aequisculpta
Rimula aequisculpta är en snäckart som beskrevs av Dall 1927. Rimula aequisculpta ingår i släktet Rimula och familjen nyckelhålssnäckor. Inga underarter finns listade i Catalogue of Life.